# Быстров, Григорий Ефимович
Григо́рий Ефи́мович Быстро́в (26 марта 1940, деревня Ивановское, Ленинградская область — 9 мая 2018) — российский учёный-юрист, специалист в области аграрного права, адвокат.

## Биография
Окончил юридический факультет Ленинградского государственного университета (1962). Кандидат юридических наук (1969; тема диссертации: «Юридическая сила актов коллегиальных органов управления колхозов»). Доктор юридических наук (1986; тема диссертации: «Теоретические проблемы сельскохозяйственного законодательства в условиях развития агропромышленного комплекса СССР»). Профессор. Член Европейской Ассоциации Аграрного Права (CEDR).
- В 1962—1966 — следователь прокуратуры Калининградской области.
- В 1966—1969 — аспирант Ленинградского государственного университета.
- В 1969—1979 — доцент Ленинградского сельскохозяйственного института.
- В 1979—1988 — доцент Московского государственного университета.
- С 1988—2006 — заведующий кафедрой аграрного и экологического права, профессор Московской государственной юридической академии (МГЮА).
- С 2007—2011 гг. — заведующий кафедрой аграрного и земельного права Российского государственного аграрного университета — МСХА им. K. A. Тимирязева, профессор.

Академик Российской академии естественных наук (РАЕН), академик Международной академии информатизации, академик Международной академии информационных процессов и технологий (МАИПТ). Президент Российской Ассоциации аграрного права, природоресурсного права, экологического права. Член Международной коллегии адвокатов, с 2001 года — член Московской областной коллегии адвокатов. В 1991 году являлся кандидатом на должность судьи Конституционного суда России.
Специализируется на исследованиях теоретических проблем аграрного права; обосновал теорию источников российского аграрного права, концепцию унификации и дифференциации аграрного законодательства в условиях аграрной реформы; обобщил правовой опыт осуществления земельной и аграрной реформ в странах Восточной Европы, Азии и Латинской Америки.
Участвовал в подготовке проекта закона «О кооперации», основ законодательства СССР и союзных республик 1990, законопроекта «О земле», других законодательных актов. Совместно с ведущими специалистами по земельному праву (Институт государства и права РАН, Центр частного права) в 1990-е годы подготовил альтернативный проект Земельного кодекса Российской Федерации.

## Семья
- Жена — Н. П. Быстрова, научный сотрудник, специалист по проблемам демографии;
- дочь — С. Г. Быстрова, адвокат, член Международной коллегии адвокатов.

## Труды
Автор более 230 научных работ, в том числе:
- Источники советского сельскохозяйственного права. — М., 1985.
- Аграрное право: Учебник для вузов. — М., 2000 (соавтор, ответственный редактор).
- Земельная реформа в России: правовая теория и практика // Государство и право. — 2000. — № 4.
- Постатейный комментарий к Земельному кодексу Российской Федерации и Федеральному закону «Об обороте земель сельскохозяйственного назначения». — М., 2002 (соавтор, ответственный редактор).
- Земельное право: Учебник. — М., 2006 (соавтор, ответственный редактор).